# هرم می

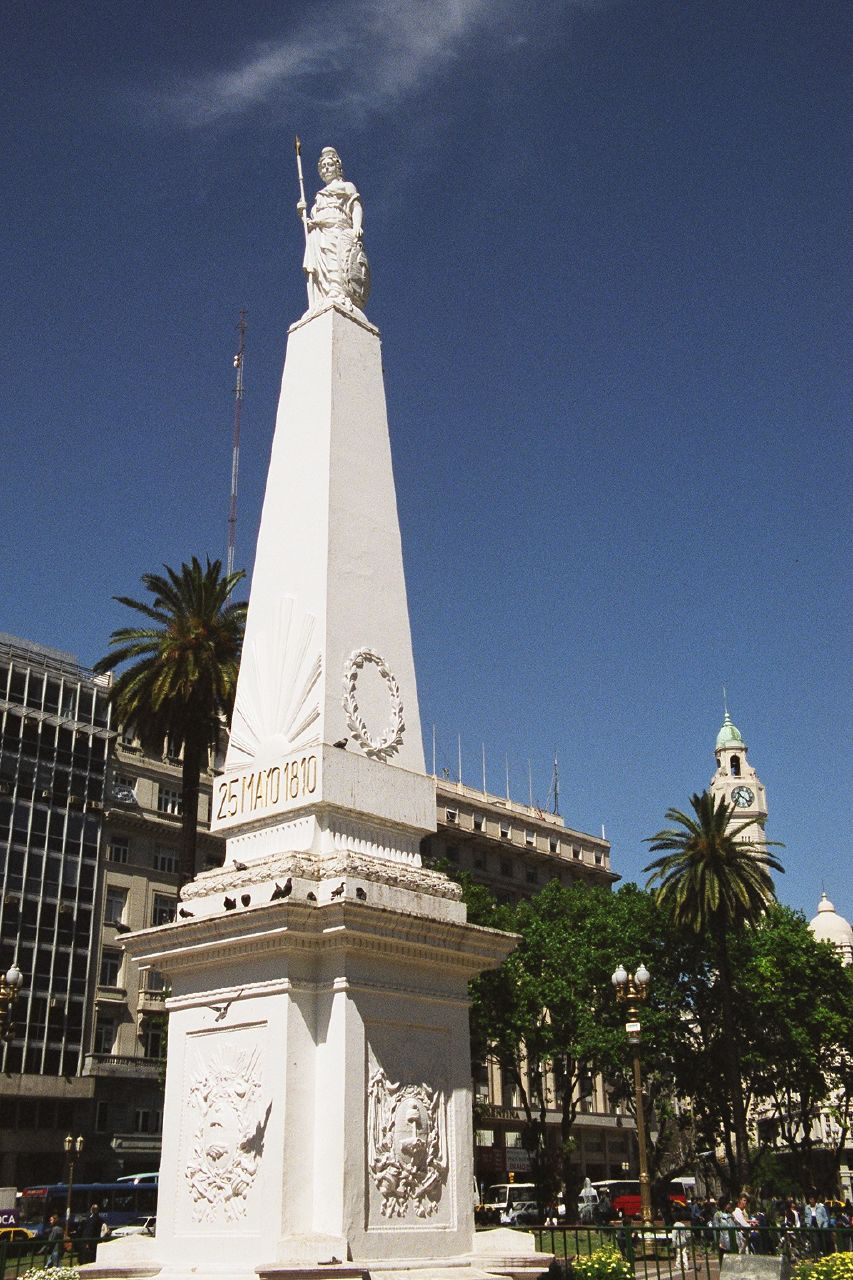
هرم می، در سال ۲۰۰۵

هرم مه (به اسپانیایی: piɾamiðe DE maʝo)، واقع در مرکز پلازا د مایو، قدیمی‌ترین اثر تاریخی ملی در شهر بوینس آیرس است. ساخت آن در سال ۱۸۱۱ توسط پریمرا خونتا سفارش داده شد تا اولین سالگرد انقلاب مه را جشن بگیرد. این بنا در سال ۱۸۵۶ و به سرپرستی Prilidiano Pueyrredón بازسازی شد. در سال ۱۹۱۲ پس از انجام اصلاحات فراوان، ۶۳ متر (۶۸٫۹ یارد) به سمت شرق منتقل شد، با این ایده که در نهایت یک بنای بسیار بزرگ‌تر ساخته شود.

## تاریخچه

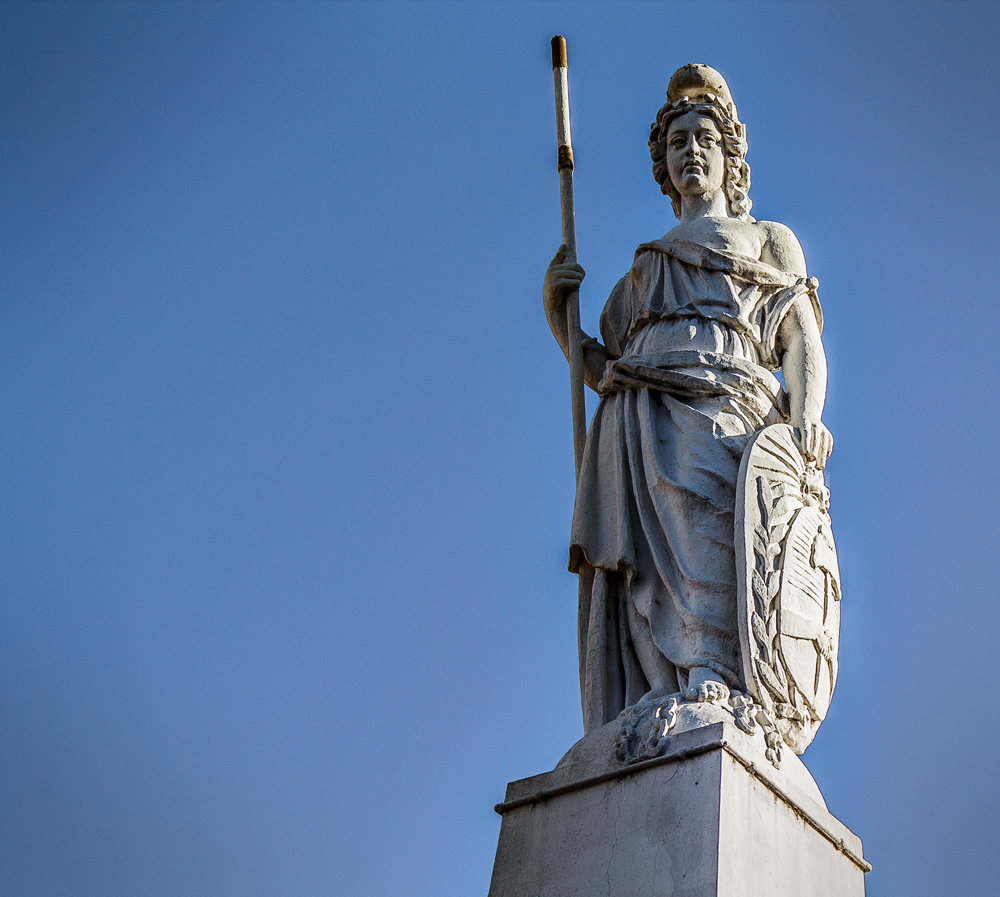
پیکره بالای هرم

در ۵ آوریل ۱۸۱۱، با تصویب کابیلدوی بوینوس آیرس، تصمیم گرفته شد که برنامه جشن‌های بزرگداشت اولین سالگرد انقلاب مه شامل ساخت یک هرم باشد. در مورد اینکه چرا فرم هرمی برای این اثر انتخاب شده‌است، چیزی بیان نشده‌است. برخی گمان می‌کنند که این اقدام برای تقلید از اهرام ساخته شده در ستون‌های سن دنی در پاریس بوده‌است. از سال ۱۷۶۳، پلازا د مایو توسط Vieja Recova (گذرگاه قدیمی) به دو مکان کوچکتر تقسیم شد: یکی که در سراچه نهایی Casa Rosada قرار دارد، به Plazoleta del Fuerte معروف بود و روبروی کابیلدو به نام Plaza de la Victoria معروف شد. این هرم در مرکز دوم واقع شده‌است.
با اصرار معمار پدرو ویسانته کازیت و خوان گاسپار هرناندز، استاد مجسمه‌سازی در دانشگاه وادادولید، تصمیم گرفته شد که این بنای تاریخی کاملاً از مواد جامد، از جمله ۵۰۰ آجر ساخته شود، نه از چوب، مانند گذشته. برنامه‌ریزی شد که در تاریخ ۶ آوریل، سیمان ریخته شود تا پایه و اساس، در میان موسیقی و جشن سرسختانه تشکیل شود.
این یادبود همان‌طور که در روز ملی برنامه‌ریزی شده بود افتتاح شد، با وجود این که کیته نتوانسته‌است برنامه را برآورده کند و چند روز دیگر ساخت آن را تمام نمی‌کند. این هرم با پرچمهای رژیم‌های مختلف تصویرگر که پادگان بوئنوس آیرس را تشکیل داده بودند، از جمله پاتریک‌ها، مالاتوها و سیاهان، توپچی‌ها، حصارها و نارنجک‌ها تزیین شده‌است.
بعداً مطالعات نشان داد که هرم به جای پر کردن از سنگ، توخالی مانده‌است تا در زمان صرفه جویی شود. از خشت پخته ساخته شده بود و سیزده متر بلندی در آن ایستاده بود، شامل پایه آن سیصد و پنج متر و ارتفاع آن (۱٬۰۰۱ فوت) نیست. یک سکو از پیمایش خود پشتیبانی می‌کرد که در بالای دو طبقه ساخته شده‌است. این یک پایه چهار ضلعی ساده و یک قرنیز شناور داشت که در کل ساختار گسترش یافته‌است. تاج آن توسط یک جهان تزئینی بود. این بنا توسط نرده‌ای ساخته شده بود که توسط دوازده ستون پشتیبانی می‌شد، و هر یک به یک دستگیره گرد منتهی می‌شود. در هر چهار گوشه حصار یک قطب برجسته وجود داشت که از آن فانوس‌ها آویزان شده بود.